# Lackminiaturen aus Palech

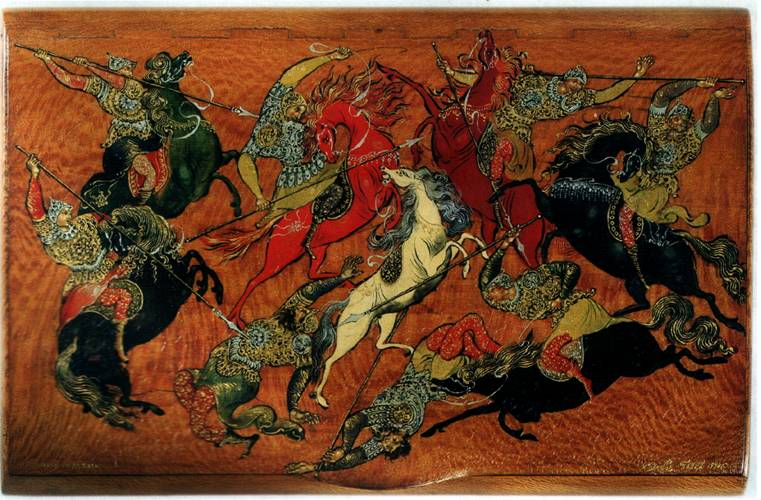
„Schlacht“ (1930, Lackminiatur aus Palech)

Die vier Zentren der russischen Lackminiaturen: Fedoskino (1795), Palech (1924), Mstjora (1932), Cholui (1934)

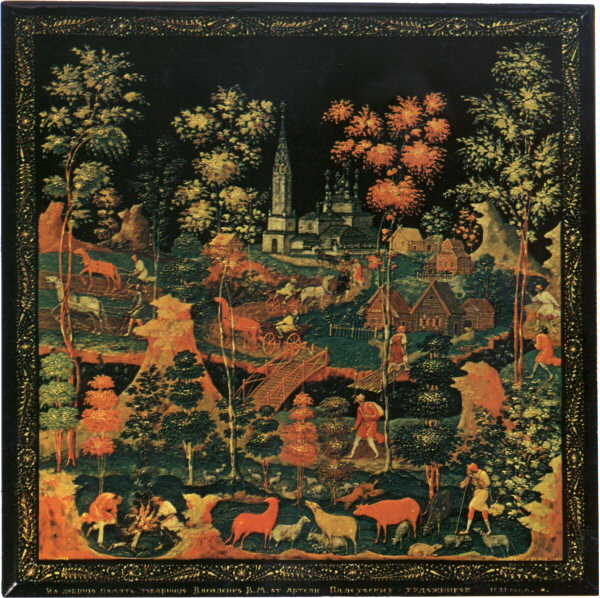
Palech (1931, auf einer Lackminiatur aus Palech)

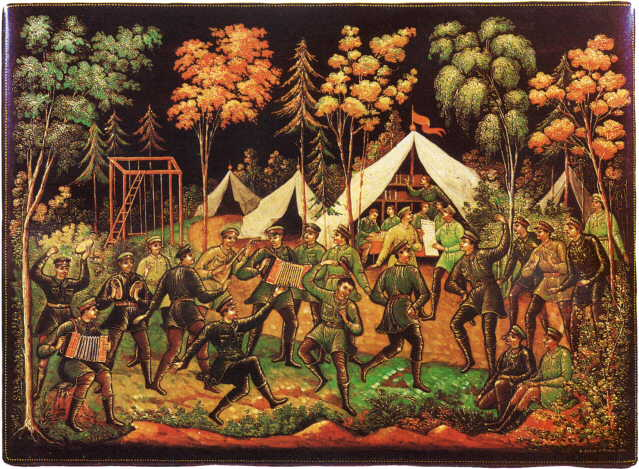
Tanzende Soldaten der Roten Armee 1938

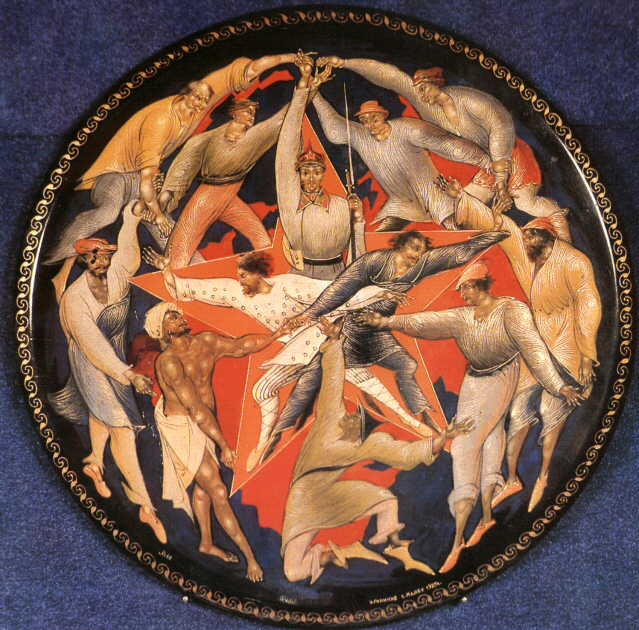
Die dritte Internationale (1927, Lackminiatur aus Palech, auf einer runden Platte)

Die Lackminiaturen aus Palech (russisch Палехская миниатюра, transkribiert Palechskaja miniatjura) sind traditionelle russische Lack-Miniaturmalereien in Eitemperafarben auf Pappmaché. Benannt sind diese Erzeugnisse des russischen Kunsthandwerks nach der Ortschaft Palech.
Gewöhnlich werden Schatullen, Schachteln, Dosen, bauchige Tonnenkrüge, Tafeln, Broschen, Platten, Aschenbecher, Krawattennadeln, Anstecknadeln, Kerzenständern, Salzfässchen und andere Gebrauchsgegenstände mit dieser dekorativen Lackminiaturmalerei verziert.

## Geschichte
Noch vor den Zeiten von Peter I. war Palech für seine Ikonenmaler bekannt. Die Entstehung der Palecher Ikonenmalerkunst wird ab dem 16. Jahrhundert vermutet. Anfang des 18. Jahrhunderts etablierte sich hier bereits ein eigenständiger Stil der Ikonenmaler, der unter anderem an Traditionen des alten Susdaler Staates anknüpfte. Die Blütezeit der Ikonenmalerei aus Palech lag im 18. und Ende  des 19. Jahrhunderts. Der lokale Ikonenmalstil („Palecher Manier“) entwickelte sich unter dem Einfluss der Moskauer Schule, der Nowgoroder Schule, der Storoganower Schule und der Jaroslawer Schule. Die Künstler von Palech beschäftigten sich außer mit der Ikonenmalerei auch mit der monumentalenen Malerei, waren auch an der Ausgestaltung und der Renovierung von Kirchen und Kathedralen beteiligt – unter anderem dem Facettenpalast, dem Moskauer Kreml, dem Dreifaltigkeitskloster von Sergijew Possad und dem Nowodewitschi-Kloster.
Nach der Oktoberrevolution 1917 ging die Ikonenmalerei in Palech im Zusammenhang mit der staatlichen antireligiösen Kampagne der Kommunisten stark zurück und hörte zeitweilig fast auf zu existieren. Die Künstler aus Palech mussten sich unter den veränderten gesellschaftlichen Gegebenheiten neue Themengebiete suchen und von der Darstellung sakraler Themen der Ikonenmalerei zu weltlichen Darstellungen übergehen. Die Künstler gründeten 1918 die Künstlergenossenschaft (Artel) Palech, die sich mit der Malerei auf Holz und später auch mit Lackminiaturen beschäftigte. Lackminiaturen auf Pappmaché wurden in Palech erstmals 1923 angefertigt. Damals lernten die Künstler aus Palech das neue Material Pappmaché kennen, das dann für das ganze Jahrhundert zur Malgrundlage für die Lackminiaturen aus Fedoskino wurde. Die Künstler eigneten sich den Umgang mit dem neuen Material an und übertrugen darauf den traditionellen Malstil und die Stilistik für Holzikonen mit Temperafarben. Die ersten Miniaturen auf Pappmaché aus Palech wurden als Auftragsarbeit für das Kunsthandwerksmuseum in Moskau ausgeführt.
Die Arbeiten wurden 1923 auf der Moskauer Ausstellung des Kunsthandwerks ausgestellt und erhielten ein Diplom zweiten Grades. Auch auf der Landwirtschaftsausstellung 1924 wurden die Lackminiaturen aus Palech vorgestellt. 1925 stellten die Miniaturmaler aus Palech mit Erfolg auf der Weltausstellung in Paris aus.
Der Begründer der modernen Palecher Miniaturmalerei war Iwan Iwanowitsch Golikow (Иван Иванович Голиков); (*  1887; †  1937) Er hatte im Moskauer Atelier von Aleksandr Aleksandrowitsch Glasunow (Глазунов Александр Александрович) seine erste Arbeit im sogenannten Palecher Stil gemalt. Golikow war von Palech nach Moskau gereist und sah dort Lackminiaturen aus Fedoskino im Museum für Kunsthandwerk.
Glasunow, ein Verwandter von Golikow, gründete dann Werkstätten, in denen außer Golikow auch I. P. Wakurow, A. W. Kotuin und I. W. Markitschew arbeiteten.
Am 5. Dezember 1924 schlossen sich sieben Künstler aus Palech zur Genossenschaft für Altrussische Malerei (Артель древней живописи, Artel) zusammen. Dieses Datum gilt als Gründungstag der neuen Kunstgattung der Palecher Lackminiatur-Malerei. Die Gründungsmitglieder waren:
- I. I. Golikow (И. И. Голиков)
- I. W. Markitschew (И. В. Маркичев)
- I. M. Bakanow (И. М. Баканов)
- I. I. Subkow (И. И. Зубков)
- A. I. Subkow (А. И. Зубков)
- A. W. Kotuchin (А. В. Котухин)
- W. W. Kotuchin (В. В. Котухин)

Später schlossen sich ihnen noch die Künstler
- I. P. Bakurow (И. П. Вакуров)
- D. N. Butorin (Д. Н Буторин)
- und N. M. Sinowjew (Н. М. Зиновьев)

an.
In den 1930er Jahren wurden auch politische Themen zum Sujet der Miniaturmalerei: so wurden die gesellschaftlichen Umwälzungen nach der Oktoberrevolution positiv dargestellt und der Ruhm der Roten Armee im Bürgerkrieg und später im Zweiten Weltkrieg wurde verherrlicht. Die Elemente des sozialistischen Realismus und der Ikonenmalerei wurden dabei miteinander vermischt.
Der Künstlerverband von Palech wurde 1932 gegründet. Das Artel wurde 1935 in die Künstlergenossenschaft von Palech umgewandelt. 1954 wurde das Artel abgelöst von der neu gegründeten „künstlerischen Produktionswerkstatt Palech“, die vom Kunstfonds der UdSSR gegründet wurde. Heute ist die Kunst der Miniaturmalerei in Palech noch lebendig. Es gibt kleine Ateliers mit selbstständigen Künstlern in Palech. Der Russland-Kunstfonds hält in Palech Workshops ab. Es gibt jedoch keine staatliche Künstlergenossenschaft mehr, die Ausstellungen finanziert. Die Künstler arbeiten nicht mehr unter einem für Authentizität und Qualität bürgenden Markennamen Palech. Viele Künstler haben die Miniaturmalerei aufgegeben und sich wieder der Ikonenmalerei und der Sakralkunst zugewendet.
Die Arbeiten der Meister aus Palech werden in zahlreichen Museen Russlands und im Ausland ausgestellt. Das staatliche Kunstmuseum in Palech beherbergt mit über 2000 Arbeiten die größte Sammlung dieser Lackminiaturen. Es wurde 1935 auf Veranlassung von Maxim Gorki eröffnet.

## Ausbildung
1928 wurde in Palech eine Berufsschule für alte Malerei gegründet. Die Ausbildung dauerte vier Jahre. 1935 wurde die Schule in ein Kunst-Technikum (mittlere Berufsschule) umgewandelt und in das System des Allrussischen Komitees für Kunst integriert und erhielt den Namen Maxim-Gorki-Kunstschule Palech (Палехское художественное училище имени А.М.Горького).

## Besonderheiten der Lackminiaturen aus Palech

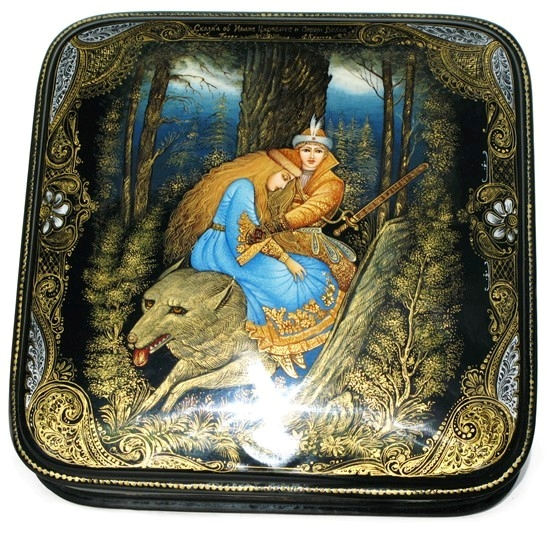

Die Technologie der Herstellung der Pappmaché-Schatullen und der Lackiertechnik wurde aus Fedoskino übernommen, wo bereits vorher die Lackminiaturen von Fedoskino hergestellt wurden.
Die typischen Motive der Miniaturen aus Palech wurden folkloristische Alltagsszenen und Motive aus literarischen Werken der russischen Klassiker, Märchenszenen, Bylina (altrussischen Heldenepen) und Liedern. Die Bilder werden meist auf schwarzem Hintergrund gemalt und mit Gold verziert. Die Bilder bedecken die Deckel der Schatullen meist vollständig, oft auch noch die Seiten.
Typische Charakteristika der Maler aus Palech sind:
- symbolische Darstellungsform (Versinnbildlichung der Gestalten, metaphorische Bildsprache)
- der schwarze Hintergrund fungiert als räumliche Umgebung, die alle Bildelemente miteinander verbindet
- die winzigen Miniaturmalereien
- der weiche Farbton
- die reichliche Verwendung von Goldschattierungen
- die vielgestaltigen Elemente der Bildkomposition
- vielgestaltige Verzierungen mit komplizierten Mustern (gemalt mit Gold, das in Königswasser aufgelöst wurde und mit Flittergold)
- leuchtende Farben
- spitze Berggipfel
- sehr natürlich gestaltetes Laub an den Bäumen
- sehr genaue Silhouetten von abgeflachten Figuren
- längliche Figuren, die auf die Tradition der Ikonenmalerei zurückgehen – ähnlich der Malschule von Stroganow (Stroganow-Kunstschule in Moskau)
- ein fein gezeichnete Fließen des Kopfes und der unbekleideten Teile von Armen und Beinen
- kontrastreiche, abgesetzte, dünne, weiße Umrandung der Figuren
- manchmal auch sehr dünne Goldlinien, die die Kontur der Figuren umfassen
- der Hintergrund zwischen den Figuren ist mit breiten und hellen Pinselstrichen ausgefüllt
- der Hintergrund ist in verschiedenen Farbtönen gehalten, die oft bis zu Goldtönen reichen

## Sowjetische Briefmarkenserie mit Bildern aus Palech

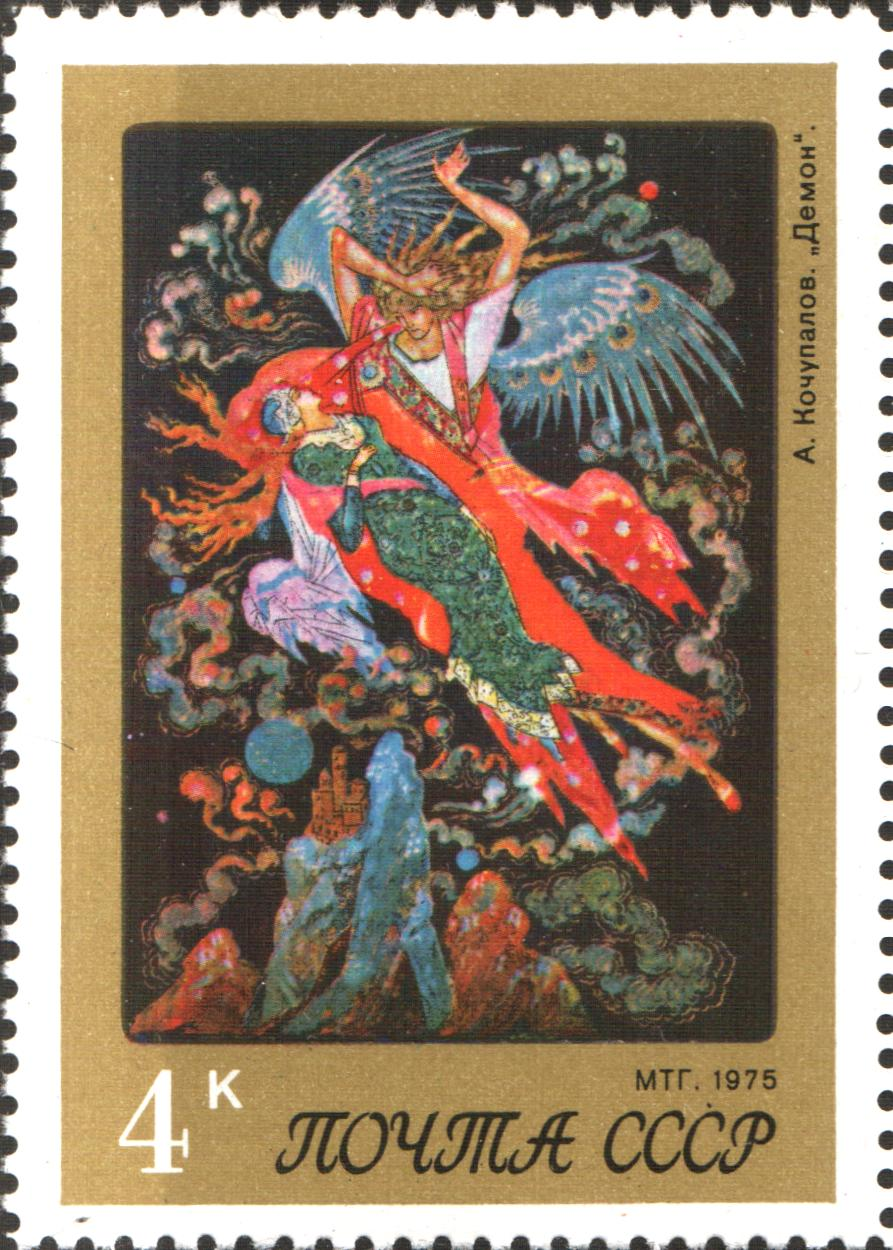
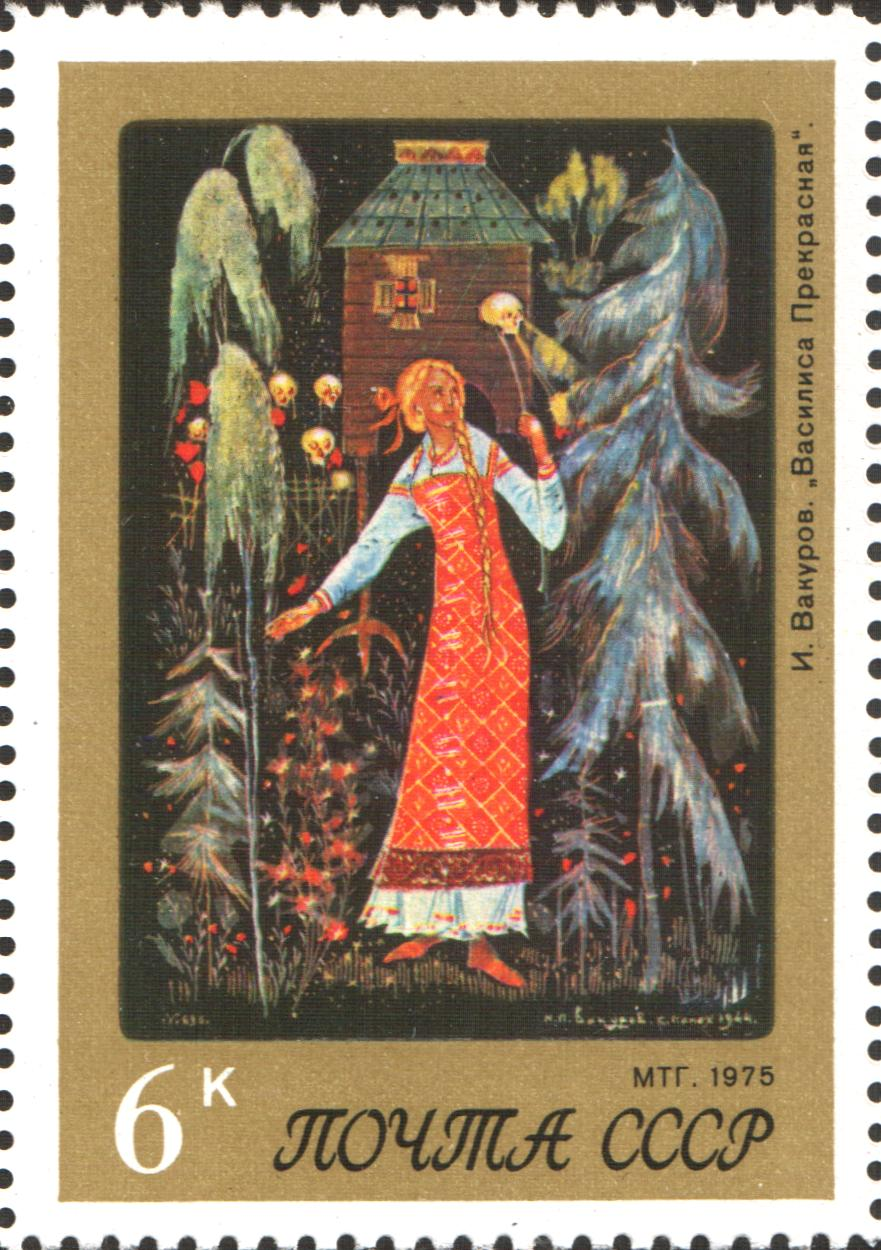
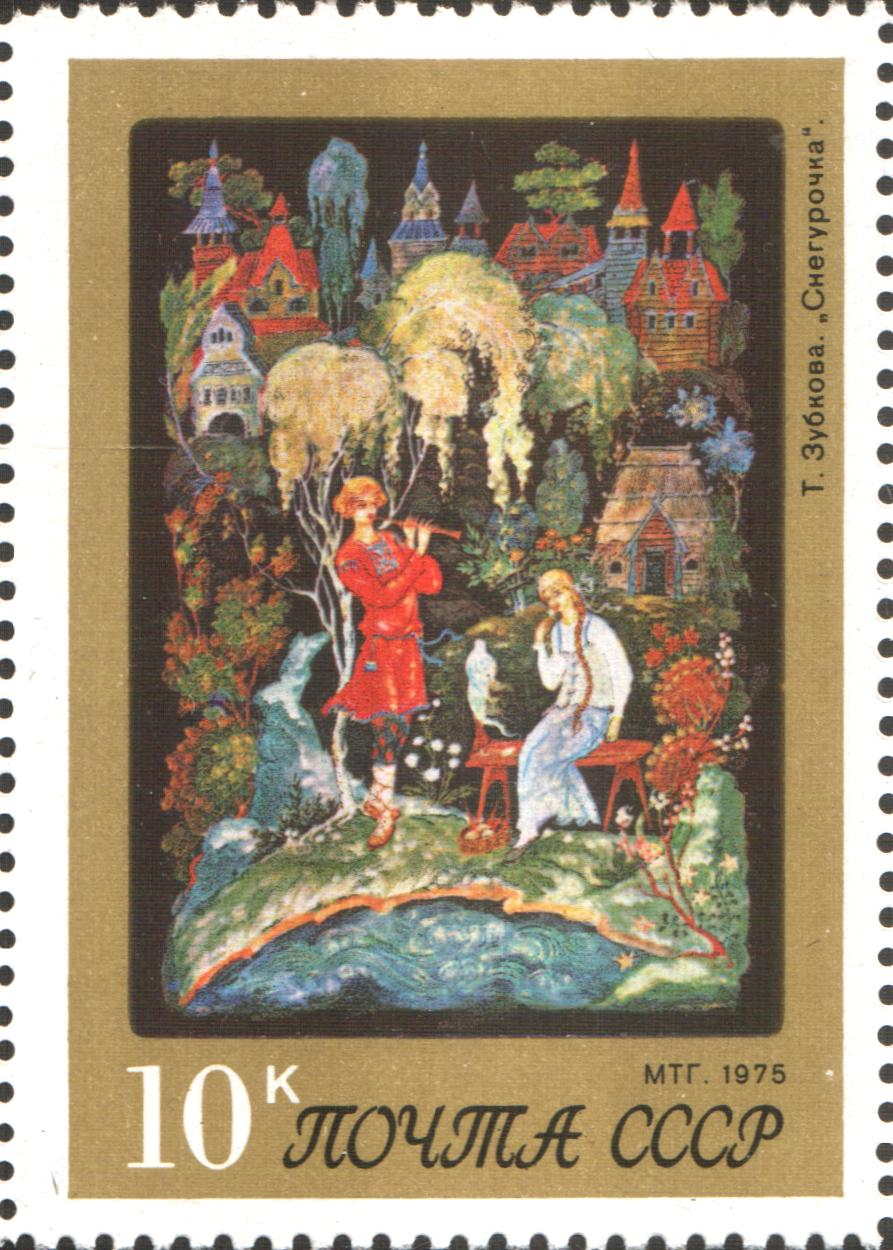
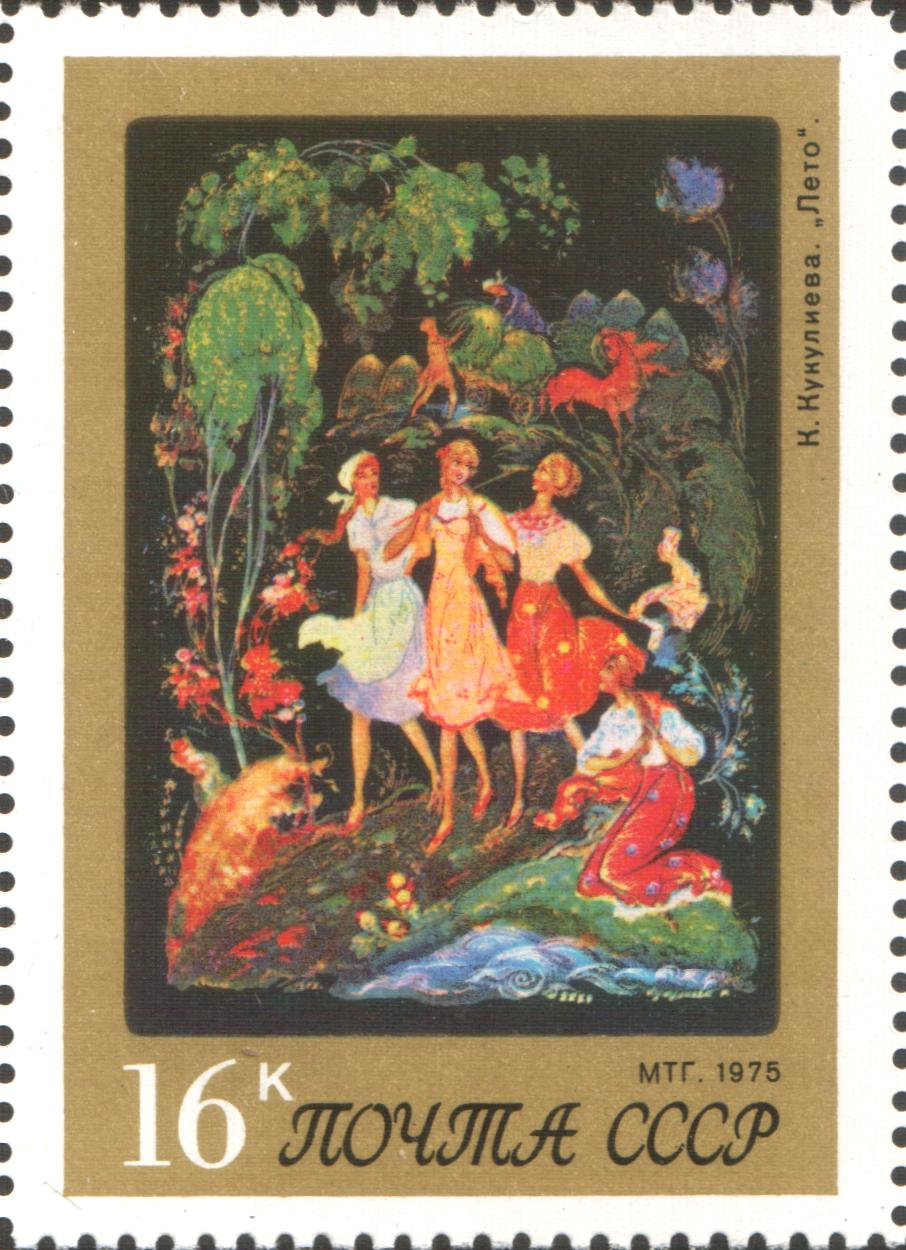
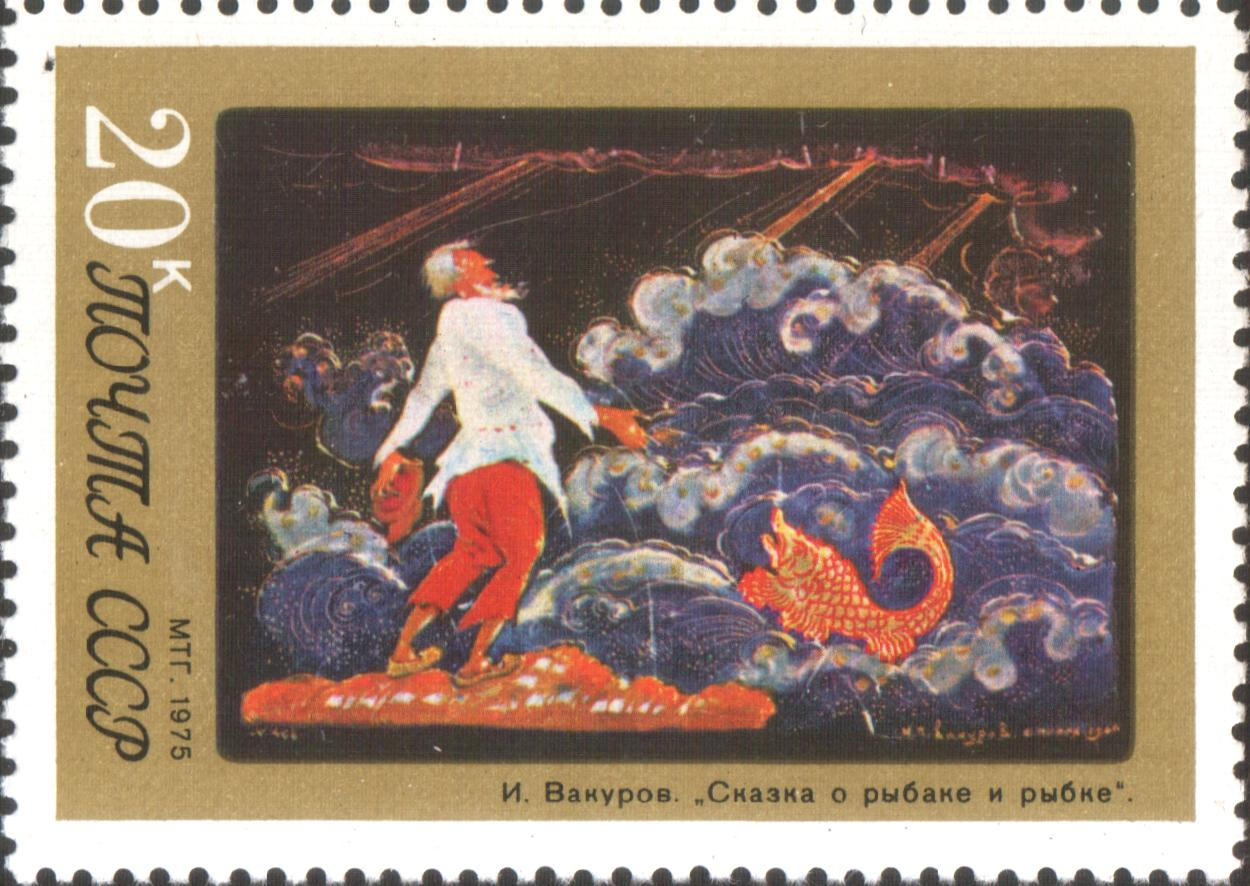

## Ausstellung 2011
- 19. März 2011 – 1. Mai 2011: Mythos Lack. Die Schule von Palech 1923–1950. Lackminiaturen der Ikonenmaler. Bröhan-Museum, Berlin, Schloßstraße 1a.